# No More Tears (nummer van Ozzy Osbourne)
No More Tears is een nummer van de Britse rockzanger Ozzy Osbourne. Het is de eerste single van zijn gelijknamige zesde studioalbum uit 1991. Op 16 september dat jaar werd het nummer eerst in het Verenigd Koninkrijk, Ierland, de VS en Canada op single uitgebracht. In maart 1992 volgde het Europese vasteland.

## Achtergrond
De plaat werd uitsluitend een bescheiden hit in Ozbournes' geboorte-en thuisland het Verenigd Koninkrijk, Zweden, de Verenigde Staten en Nederland. In het Verenigd Koninkrijk behaalde de plaat de 32e positie in de UK Singles Chart. In Zweden werd de 13e positie bereikt, de VS de 71e en in Tsjechië de 74e positie. 
In Nederland werd de plaat in het voorjaar van 1992 regelmatig gedraaid op Radio 3 en werd een radiohit in de destijds twee landelijke hitlijsten oo de nationale publieke popzender. De plaat bereikte de 16e positie in de Nederlandse Top 40 en piekte op de 14e positie in de Nationale Top 100.
In België behaalde de plaat géén notering in zowel de voorloper van de Vlaamse Ultratop 50 als de Vlaamse Radio 2 Top 30 en de Waalse hitlijst.
Sinds de editie van december 2016 staat de plaat genoteerd in de jaarlijkse NPO Radio 2 Top 2000 van de Nederlandse publieke radiozender NPO Radio 2, met als hoogste notering tot nu toe een 696e positie in 2023.

## NPO Radio 2 Top 2000
| Nummer met noteringen in de NPO Radio 2 Top 2000 | '16  | '17 | '18  | '19 | '20  | '21 | '22 | '23 | '24 |
| ------------------------------------------------ | ---- | --- | ---- | --- | ---- | --- | --- | --- | --- |
| No More Tears                                    | 1100 | 956 | 1006 | 901 | 1053 | 961 | 830 | 696 | 728 |

1. ↑  Een vetgedrukt getal geeft de hoogste notering aan.
2. ↑  2016 was het eerste jaar met een notering voor dit nummer.